# Базиліка Святого Георгія
Базиліка Святого Георгія (чеськ. Bazilika Sv. Jiří) — це найстаріша церква, що збереглася в межах Празького Граду, Базиліка була заснована Вратіславом I Богемією в 920 році. Він присвячений святому Георгію.

## Передумови
Базиліка була збільшена в 973 році з додаванням бенедиктинського абатства Святого Георгія. Вона була відновлена після великої пожежі в 1142 році. Барочний фасад датується кінцем 17 століття. Каплиця в готичному стилі, присвячена Людмилі Богемії, містить могилу святої. У базиліці також знаходяться святині Вратислава та Болеслава II Богемії.
Зараз у цій будівлі знаходиться художня колекція XIX століття Національної галереї в Празі . Вона також служить концертним залом.

## Поховання
- Вратіслав I, герцог Богемії

## Галерея

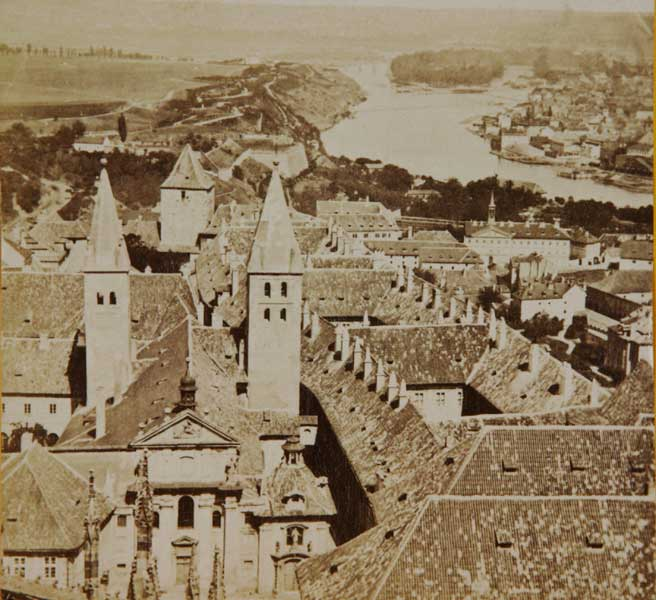
Вид з Празького собору 1867 року
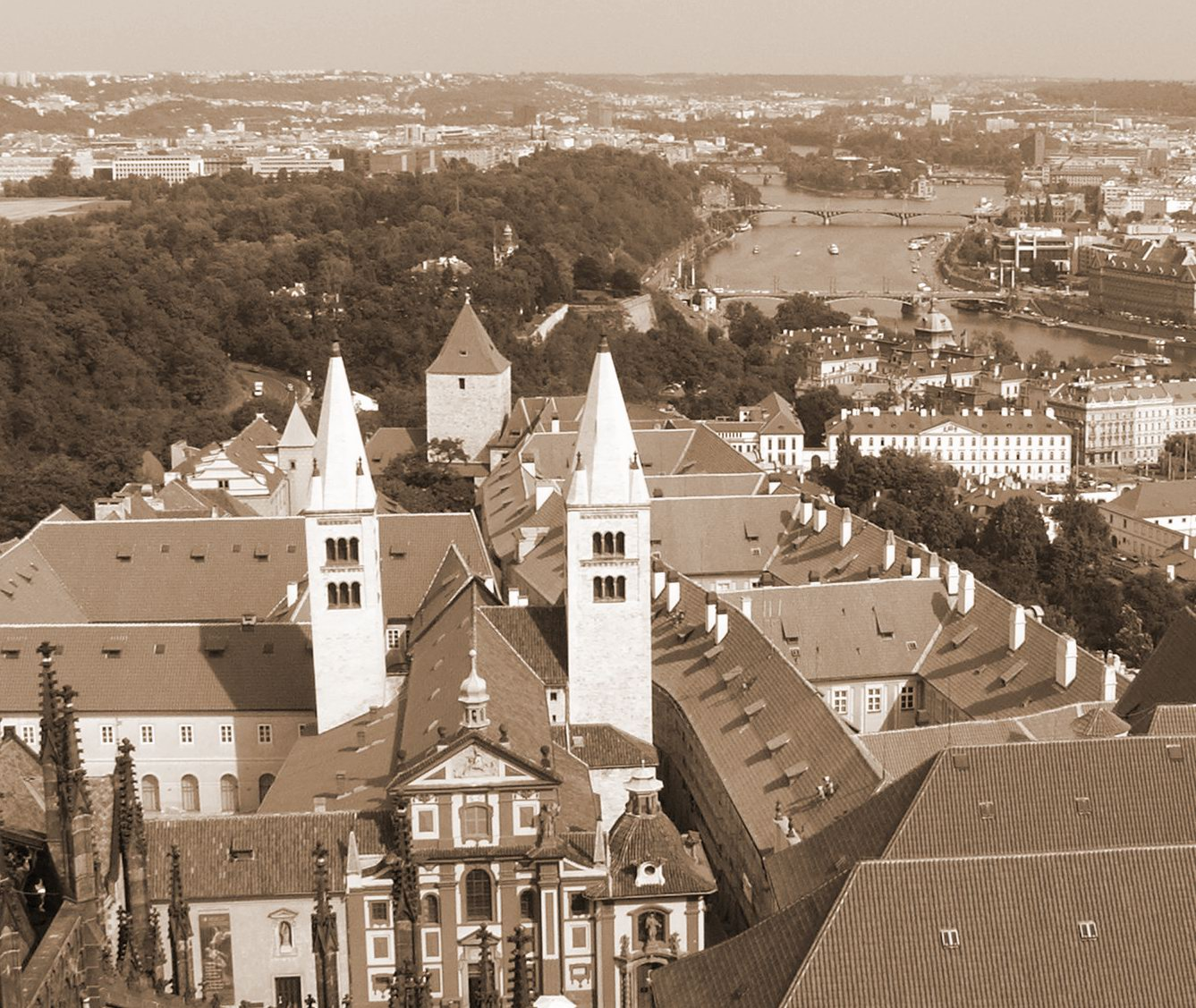
Вид з собору в 2005 році
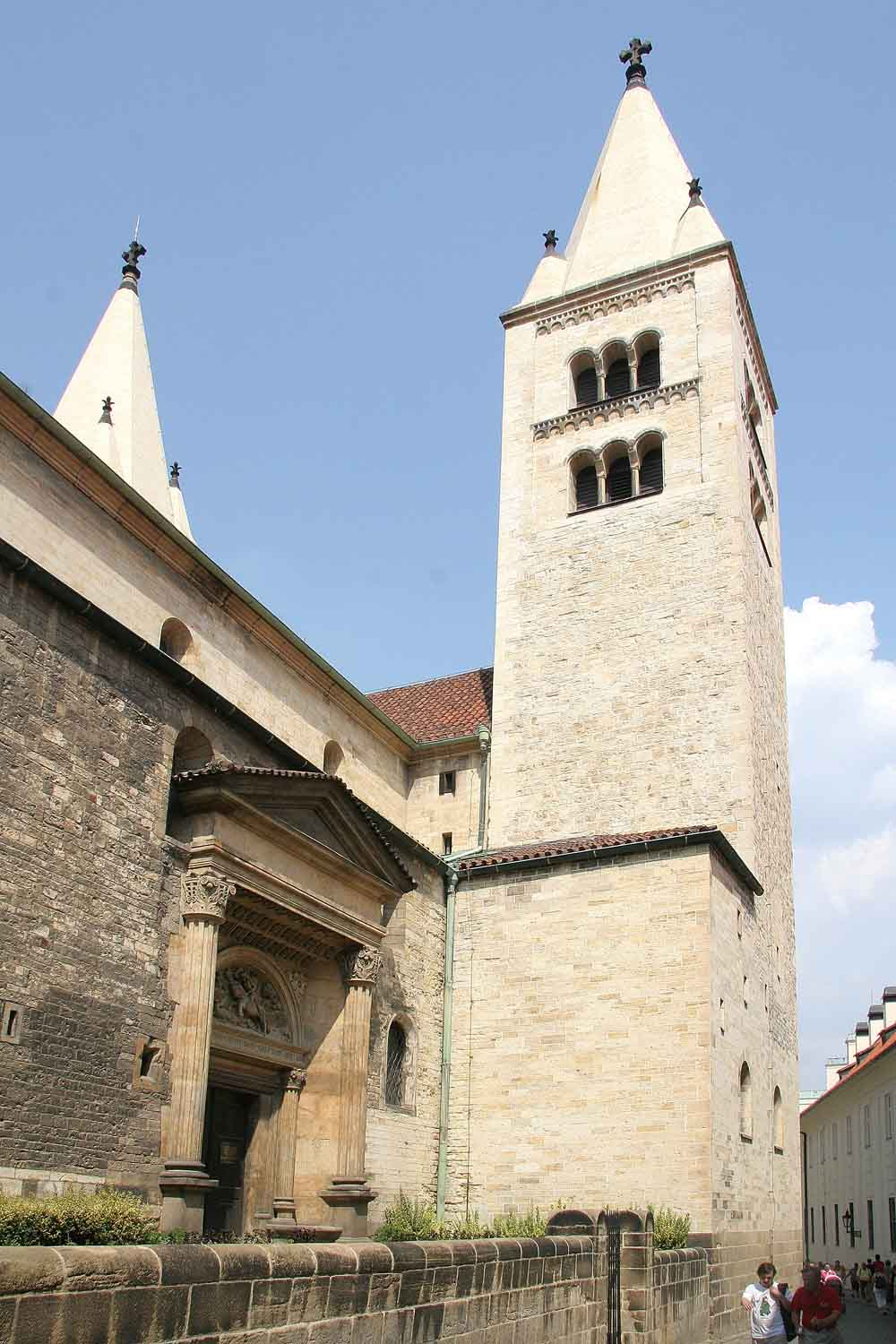
Базиліка - східна сторона
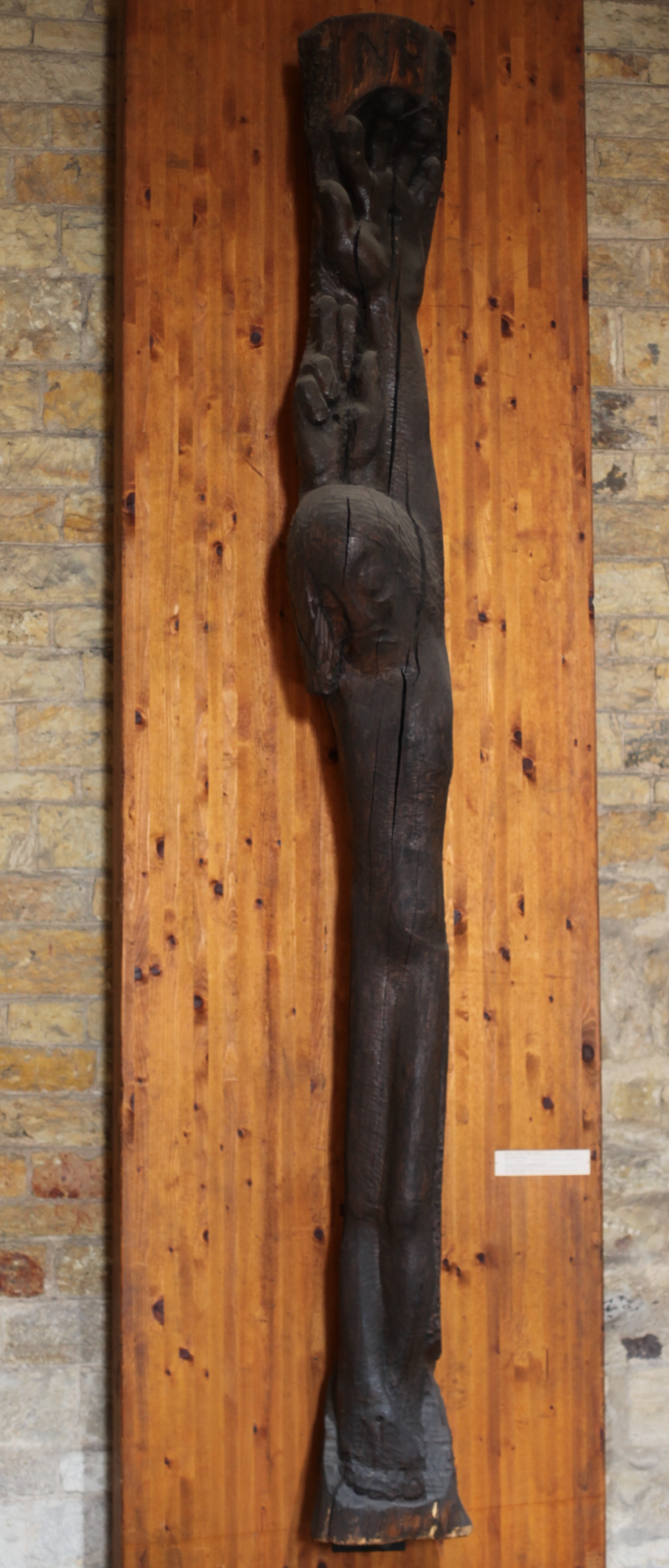
Вид всередині - Христос - 1947 Автор О.Х. Хаєка
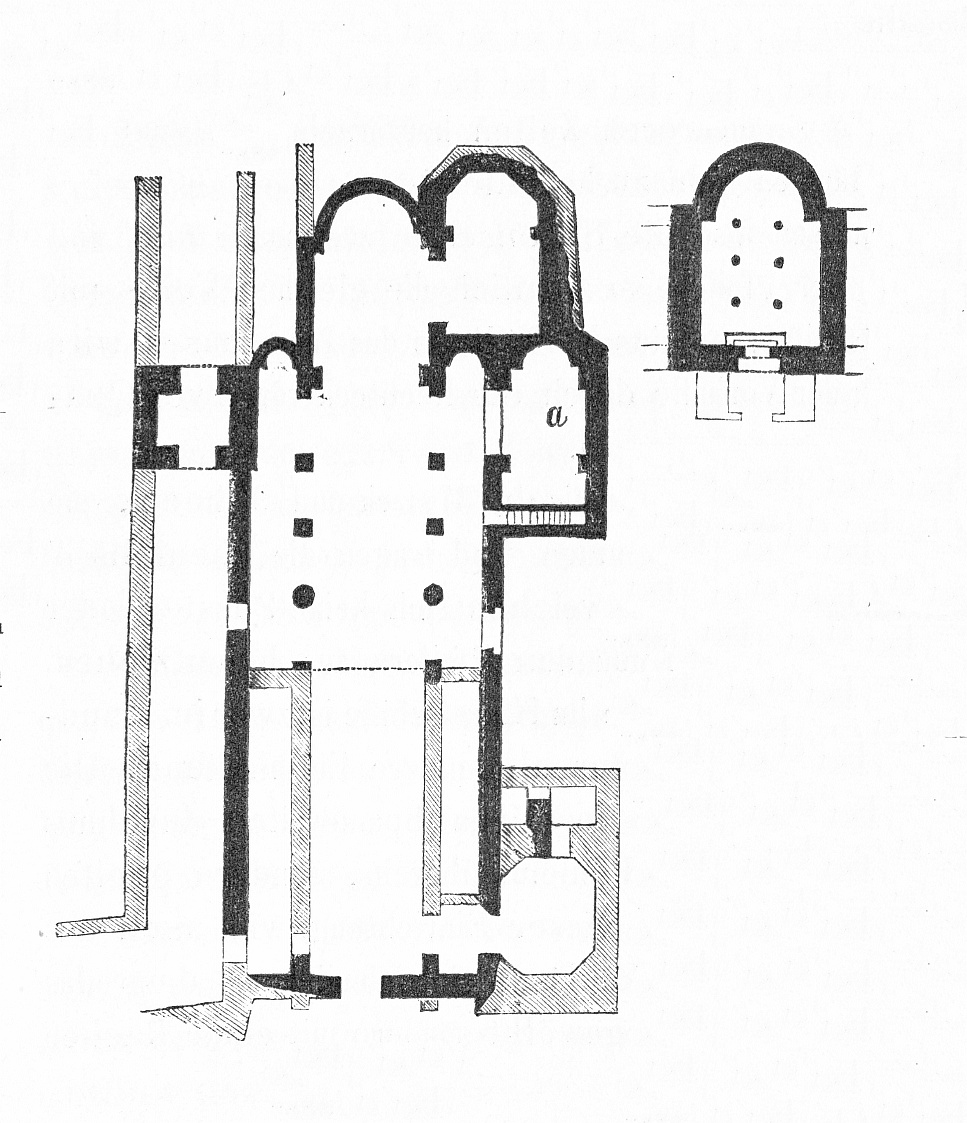
План поверху з 1856 року
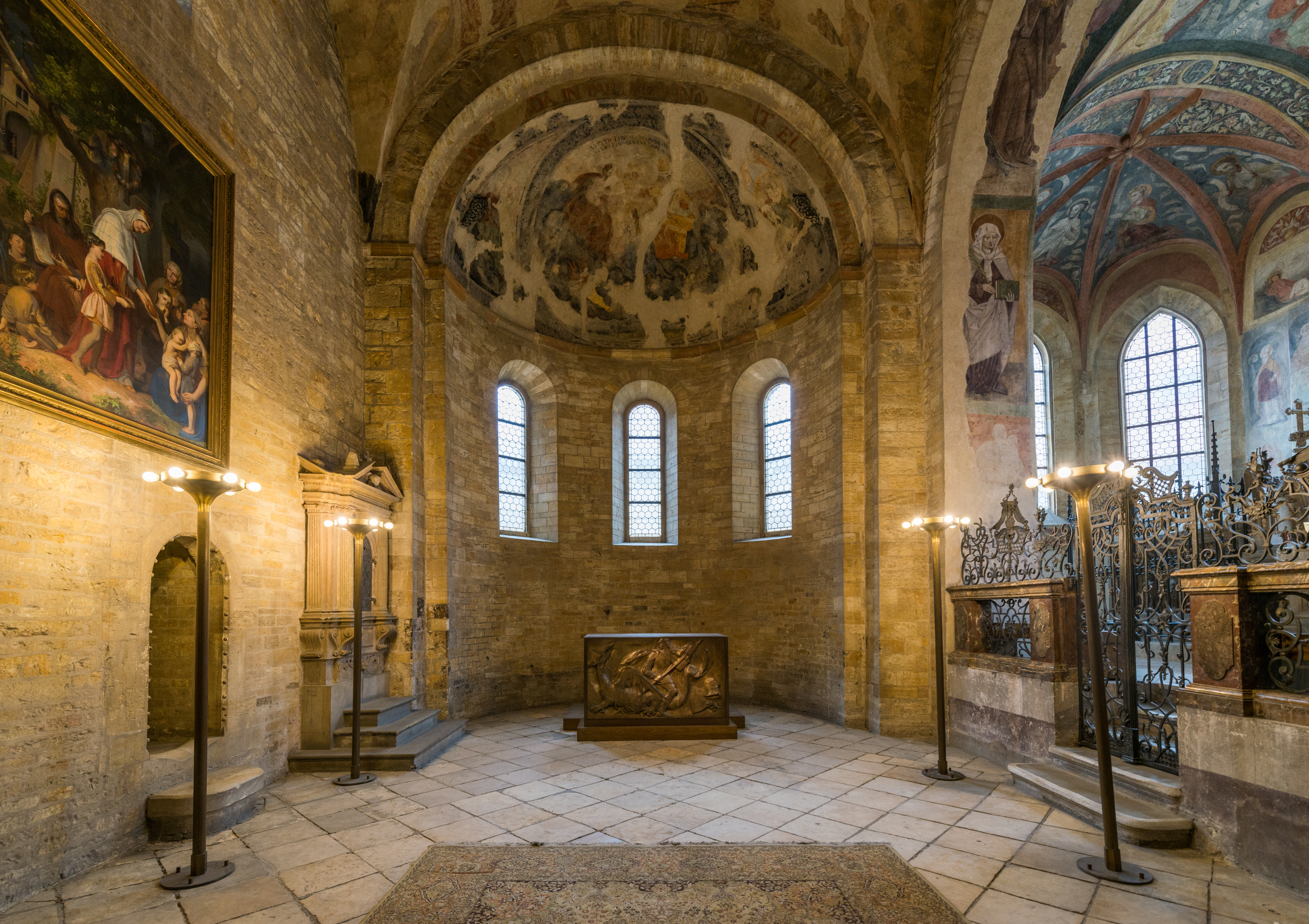
Внутрішній вигляд апсиди